# Shiojiri

Shiojiri (塩尻市 Shiojiri-shi?) este un municipiu din Japonia, prefectura Nagano.